# Gompholobium ecostatum
Gompholobium ecostatum là một loài thực vật có hoa trong họ Đậu. Loài này được Kuchel miêu tả khoa học đầu tiên.